# Сердюк Анна
Анна Сердюк (нар. 11 липня 1997, Чернігів, Україна) — українська акторка театру і кіно.

## Життєпис
Анна народилася 11 липня 1997 у Чернігові, Україна.
Закінчила Київський національний університет театру, кіно і телебачення імені І. К. Карпенка-Карого, курс Богдана Михайловича Бенюка.
Після закінчення навчання Анна Сердюк почала працювати в «Молодий театр» і театрі «Актор». З 2019 року співпрацює з «Диким театром».
Анна почала зніматися в кіно з 2019 року. У 2020 році вона отримала свою першу головну роль в серіалі телеканалу СТБ «Колір пристрасті».

## Театральні роботи

### «Молодий театр»
- «Гагарін і Барселона» (Ірюся)
- «The crucible» (Betty)
- «Медея» (дочка Креонта)
- «Тектоніка почуттів» (балет)
- «Пастка» (балет)

### «Дикий театр»
- «Кайдаші 2.0» (Мелашка)
- Мюзикл «Синя Борода» (Артистка)

### Театр «Актор»
- «Ніч перед Різдвом» М. Гоголя (Оксана)
- «Естроген» М. Смілянець (Єва)

### Арт-Центр Козловського
- «Мина Мазайло» (Уля)

### Театр «Сузір'я»
- «Принцеса і сажотрус» (Принцеса)

## Фільмографія
| Рік  |    | Назва              | Роль           | Примітка     |
| 2021 | м* | Непрекрасна леді   | Віка Самсонова |              |
| 2020 | с  | Колір пристрасті   | Даша Гомонай   | головна роль |
| 2020 | м  | Авантюра           | Соня           |              |
| 2020 | м  | Стань моєю тінню   | Оля в юності   |              |
| 2020 | м  | Майже вся правда   | Женя           |              |
| 2020 | м  | Після зими         | Лера           |              |
| 2020 | м  | Ніколи не здавайся | Маша           |              |
| 2020 | м  | Утікачка-2         | диктор         |              |
| 2020 | с  | Акушерка           | Рита           |              |
| 2019 | м  | Слухняна дружина   | пацієнтка      |              |

*м — мінісеріал (4 серії), с — серіал, ф — фільм